# Energie Cottbus
Fußballclub Energie Cottbus – niemiecki klub piłkarski z siedzibą w Chociebużu, założony w 1966 roku jako BSG Energie Cottbus, występuje w rozgrywkach 3. Ligi.

## Historia
Poprzednikami klubu Energie w Chociebużu były zespoły FSV Sturm Marga, założony przez górników w 1919 roku, którego działalność została zakazana przez nazistów w 1933 roku oraz klub powstały w 1950 roku, już w okresie NRD BSG Aktivist Brieske-Ost. W 1954 nazwę zespołu zmieniono na SC Aktivist Brieske-Senftenberg. Zespół występował głównie w Oberlidze NRD, nie osiągając znaczących wyników, na początku lat 60. spadł do Bezirksligi, a po reorganizacji w 1966 roku klub zyskał patronat zakładów górniczych węgla brunatnego oraz elektrowni i zmienił nazwę na SC Energie. Nowo nazwany klub występował regularnie w 2. lidze NRD, kilka razy awansował nawet do 1. ligi, jednak tam nie grał zbyt wiele. Po upadku NRD Energie było jednym z niewielu klubów, które z powodzeniem kontynuowały działalność w zjednoczonych Niemczech. Zespół z Chociebuża występował w Regionallidze do 1997 roku, kiedy to awansował do 2. Bundesligi. W 2000 roku zespół, głównie dzięki doskonałej postawie pomocnika Vasile’a Miriuțy awansował po raz pierwszy w historii do 1. Bundesligi. 6 kwietnia 2001 Energie było pierwszym klubem w historii ligi niemieckiej, w którym wystąpiło na boisku równocześnie 11 obcokrajowców. W swoim pierwszym sezonie zajął 14. miejsce w lidze, w 2002 roku zaś 13. W 2003 Energie spadło z 1. Bundesligi i na ponowny awans czekało aż do 2006 roku. W sezonie 2008/09 spadło do 2.Bundesligi, a po pięciu sezonach spadło do 3.Ligi. Po kolejnych 2 sezonach w roku 2016 spadło na czwarty poziom rozgrywkowy do Regionalligi.

## Historia herbu

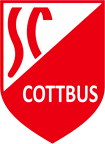
1963-1966
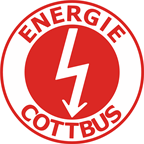
1966-1973
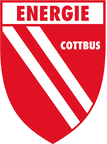
1973-1990

## Osiągnięcia
- Zwycięstwo pucharu kraju związkowego Brandenburgia: 1995, 1996, 1997, 1998 (U23), 2000 (U23)
- Mistrz ligi regionalnej (Regionalliga): 1997
- Awans do 2. Bundesligi: 1997
- Finał Pucharu Niemiec: 1997
- Awans do Bundesligi: 2000
- Powrót do Bundesligi: 2006

## Stadion

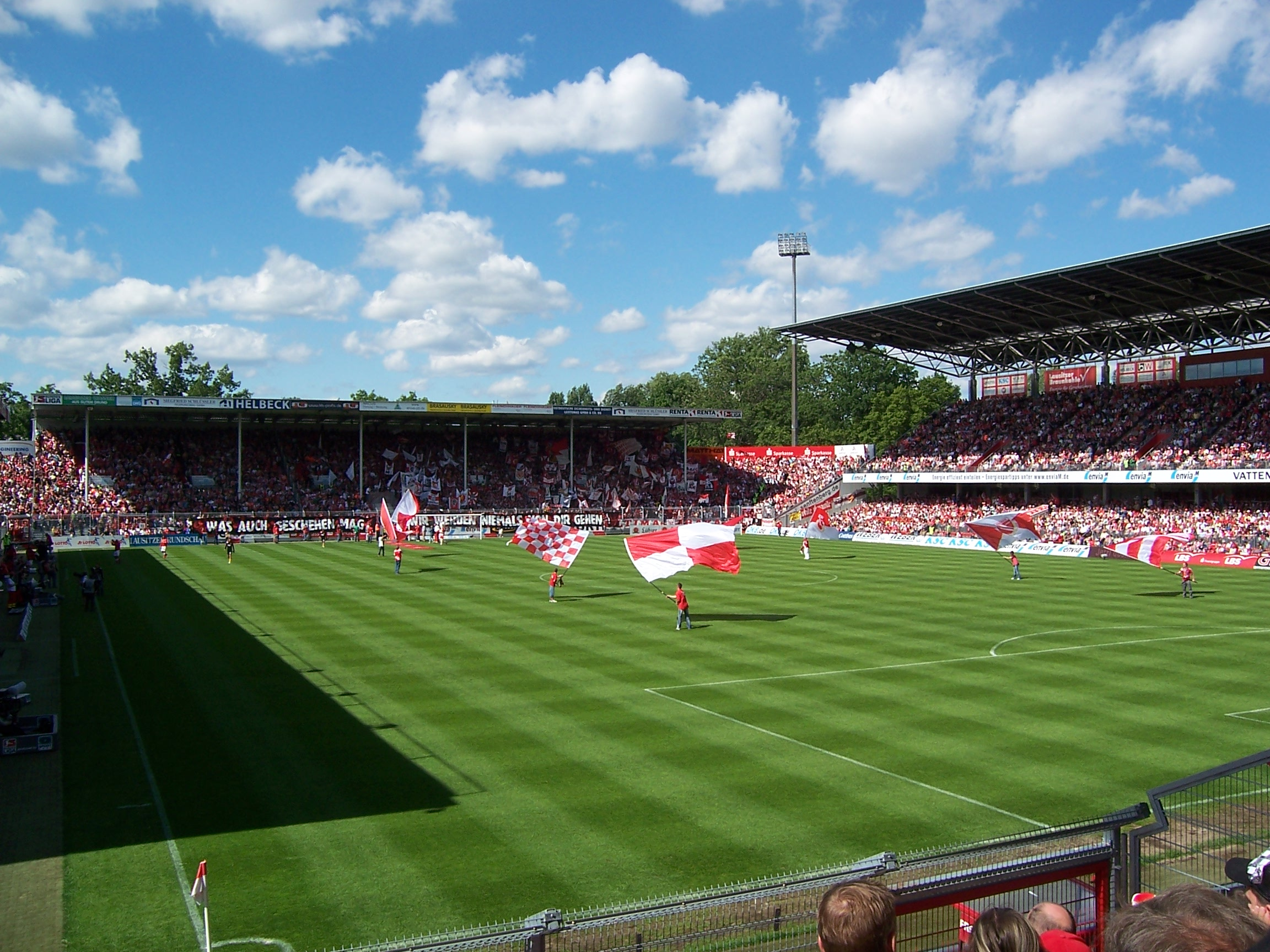
Stadion der Freundschaft przed meczem ligowym (2009)

FC Energie gra na Stadion der Freundschaft (pol. Stadion Przyjaźni) w Chociebużu. Stadion został przebudowany w 2007 roku. Dzięki modernizacji trybuny północnej („Die Nordwand”), gdzie znajdują się miejsca stojące, stadion zwiększył pojemność do około 22 528 miejsc. W tym: 9102 zadaszonych miejsc siedzących, 6078 zadaszonych i 7411 odkrytych miejsc stojących. Średnia liczba widzów w sezonie 2006/2007 wyniosła 15 000.